# Kikai Sentai Zenkaiger
Kikai Sentai Zenkaiger (機界戦隊ゼンカイジャー Kikai Sentai Zenkaijā?) (traducido como Escuadron de Robots Zenkaiger) es el título de la 45.ª temporada de la franquicia Super Sentai Series, producida por Toei Company y emitida en TV Asahi desde el 7 de marzo de 2021 al 27 de febrero de 2022. Destaca por ser la temporada que celebra el 45° aniversario de la franquicia, además de ser la primera en contener solo un humano en el equipo protagonista, siendo los otros formas de vida robóticas.

## Argumento
Hace mucho años, un extraño fenómeno fusionó repentinamente el mundo humano con el mundo paralelo de Kikaitopia. A pesar de esto, los habitantes de ambos mundos, humanos y kikainoides, rápidamente se llevaron bien y viven en paz juntos.
Sin embargo, en el presente, sus vidas están amenazadas por los malvados gobernantes de Kikaitopia, el Imperio Tojitendo, que buscan conquistar todos los mundos paralelos. Para enfrentar esta nueva amenaza, un joven valiente y enérgico llamado Kaito Goshikida hereda los poderes de todos los Super Sentai anteriores. Al transformarse en ZenKaizer, une fuerzas con los Kikainoides Juran, Gaon, Magine y Vroon para proteger el multiverso de Tojitendo y encontrar a los padres desaparecidos de Kaito como los Zenkaigers.

## Personajes

### Zenkaigers
Los Zenkaigers están conformados por un humano solitario, quién lidera a su equipo de cuatro Formas de Vida Robótica Kikainoide (機械生命体キカイノイド Kikai Seimeitai Kikainoido?) del mundo paralelo Kikaitopia (キカイトピア?). Las Formas de Vida Robótica Kikaoinoide son capaces de cambiar sus dimensiones desde su tamaño de un ser humano como opción predeterminada hasta el tamaño de sus oponentes gigantes.
- Kaito Goshikida (五色田 介人 Goshikida Kaito?)/ZenKaiser (ゼンカイザー Zenkaizā?): El líder de color blanco y único humano del equipo. Kaito quiere ser el número uno en todo. Por lo general, es tolerante, cuando se dispara su curiosidad, se vuelve exaltado y excitable. El mal hábito de Kaito es invadir el espacio personal e involucrarse en todo, a veces principalmente cuando no debería haberlo hecho. También es un hombre valiente y atrevido, ya que no duda en intervenir y oponerse a los malvados invasores, incluso cuando está desarmado y superado en número. Su traje de combate está basado en Akaranger de Himitsu Sentai Goranger y Big One de J.A.K.Q. Dengekitai.[2]
- Juran (ジュラン Juran?)/Zenkai Juran (ゼンカイジュラン Zenkai Juran?): Un Kikainoide color rojo cuya apariencia se basa en Daizyuzin de Kyōryū Sentai Zyuranger. Juran se considera tranquilo y reservado, pero en realidad es un Kikainoide molesto y obstinado. Le encantan las fiestas y ser el centro de atención. Fácilmente hace amigos, especialmente Kaito. A pesar de esto, suele discutir constantemente con Gaon. Juran a menudo sirve como mentor de Kaito sobre el imperio Tojitendo, habiendo vivido bajo sus formas opresivas durante varios años. Sin embargo, es bastante flojo, principalmente debido a su naturaleza relajada.[3]
- Gaon (ガオーン Gaōn?)/Zenkai Gaon (ゼンカイガオーン Zenkai Gaōn?): Gaon es un kikainoide pacífico al que le encanta admirar y hacerse amigo de las criaturas orgánicas (principalmente, gatos y perros), incluidos los humanos. Por otro lado, no le gustan los Kikainoides y odia ser uno de ellos, ya que considera que las máquinas son duras, voluminosas y frías al tacto, por lo que en su mayoría evita socializar e interactuar con ellos, particularmente disgustado por su raza debido a la crueldad de la dinastía Tojitendo. Su odio por las formas de vida mecánicas se extiende a los que no son kikainoides, como Secchan. Como cocinero, es muy meticuloso cuando se trata de preparar las comidas de Kaito. Debido a algunas de sus peculiaridades más inusuales, Gaon puede ser un poco complicado, como él y Juran discutiendo constantemente. Su apariencia se basa en GaoKing de Hyakujū  Sentai Gaoranger.[4]
- Magine (マジーヌ Majīnu?)/Zenkai Magine (ゼンカイマジーヌ Zenkai Majīnu?): Un Kikainoide color rosado, Magine es reservada y tímida, pero también puede ser feroz. Le encanta la magia y lo oculto, y puede convertirse en una verdadera otaku cuando quiera. Aunque esté muy nerviosa, confía en su adivinación para darle el empujón que necesita. Sin embargo, es muy torpe y odia limpiar. A pesar de esta torpeza, es muy buena encontrando objetos de interés en el desorden. Considera a los humanos como criaturas fantásticas. Su apariencia se basa en Magi King de Mahō Sentai Magiranger.[5]
- Vroon (ブルーン Burūn?)/Zenkai Vroon (ゼンカイブルーン Zenkai Burūn?): Un Kikainoide color azul. Con clase y un poco elegante, Vroon tiene una curiosidad ardiente y casi incontrolable por el conocimiento. También tiene una inclinación por la limpieza, debido a esto, Vroon tiene una mentalidad un poco fanática de la pulcritud, y limpia impulsivamente cada vez que ve un desastre. También reprende estrictamente a quienes tienen una ética de limpieza más descuidada, en particular las malas limpiezas de Magine. Esto lo deja parecer franco y grosero, aunque se disculpa cada vez que se da cuenta de su comportamiento. Tiene la mala costumbre de distraerse fácilmente con su entorno y hacer demasiadas preguntas en rápida sucesión, lo que a menudo le hace ganar el desprecio de sus compañeros.Su apariencia se basa en DaiBouken de GōGō Sentai Bōkenger.[6]
- Zox Goldtsuiker (ゾックス・ゴールドツイカー Zokkusu Gōrudotsuikā?)/Twokaiser (ツーカイザー Tsūkaizā?): Es un pirata espacial que navega de un mundo paralelo a otro. Él y sus hermanos también son fanáticos de los Gokaigers. Zox es un pirata llamativo, muy hedonista, entusiasta y agudo. En contraste con su apariencia llamativa, sus motivos están ocultos detrás de un velo de secreto mientras busca los Sentai Gears por una razón actualmente desconocidas, su apariencia se basa en Kaizoku_Sentai_Gokaiger.[7]

### Aliados
- Yatsude Goshikida (五色田 ヤツデ Goshikida Yatsude?): Es la abuela de Kaito que dirige una cafetería y a la vez tienda de dulces económicos Colorful (カラフル Karafuru?).
- Mitsuko Goshikida (五色田 美都子 Goshikida Mitsuko?): es la madre de Kaito y una científica que también trabaja en el descubrimiento de mundos paralelos
- Secchan (セッちゃん Setchan?): Un pájaro mecánico creado por los padres de Kaito. Fue construido con el conocimiento de todos los equipos Super Sentai anteriores y actúa como guía para los Zenkaiger.
- Flint Goldtsuiker (フリント・ゴールドツイカー Furinto Gōrudotsuikā?)/Twokaizer/Twokai Flint (ツーカイザー/ツーカイフリント Tsūkaizā/TsūkaiFurinto): es la hermana menor de Zox. Es experta en hacer tecnología, también le encantan los dulces como el mochi y, al igual que su hermano, tiene tendencias hedonistas.

### Arsenal
- Geartlinger (ギアトリンガー Giatoringā?):  Es el dispositivo de transformación de los Zenkaiger, que también los usan como arma. Zenkaiser también puede usar su Geartlinger para activar los Sentai Gears.
- Transformation Gun Geardalinger (変身銃ギアダリンガー Henshin Jū Giadaringā?): Es el dispositivo de transformación de Twokaizer
- Juran Sword (ジュランソード Juran Sōdo?): Es el arma principal de Zenkai Juran.
- Gao Claw (ガオーンクロー Gaōn Kurō?):Es el arma principal de Zenkai Gaon.
- Magine Stick (マジーヌスティック Majīnu Sutikku?): Es el arma principal de Zenkai Magine.
- Vroon Picker (ブルーンピッカー Burūn Pikkā?): Es el arma principal de Zenkai Vroon.
- Zenryoku Zenkai Cannon (ゼンリョクゼンカイキャノン Zenryoku Zenkai Kyanon?): es el arma personal de Zenkaizer. Tiene la capacidad de invocar manifestaciones de los equipos sentai pasador además de alterner en su modo mecha
- Sentai Gears (戦隊ギヤ Sentai Giya?): Son unos pequeños engranajes cuyos podres están basados en equipos Sentai pasados
  - Zenkaiser Gear (ゼンカイザーギヤ Zenkaizā Gia?): Es usado por ZenKaiser para su transformación.
  - ZenkaiJuran Gear (ゼンカイジュランギヤ ZenkaiJuran Gia?): Ees usado por ZenkaiJuran para su transformación y conversión en Mecha.
  - ZenkaiGaon Gear (ゼンカイガオーンギヤ ZenkaiGaōn Gia?): Es usado por ZenkaiGaon para su transformación y conversión en Mecha.
  - ZenkaiMagine Gear (ゼンカイマジーヌギヤ ZenkaiMajīnu Gia?): Es usado por ZenkaiMagine para su transformación y conversión en Mecha.
  - ZenkaiVroon Gear (ゼンカイブルーンギヤ ZenkaiBurūn Gia?): Es usado por ZenkaiVroon para su transformación y conversión en Mecha.
  - Twokaiser Gear (ツーカイザーギア Tsūkaizā Gia?): Es usado por TwoKaiser para su transformación.
  - Zenkaiju Gear (ゼンカイジュウギア Zenkaijū Gia?): Es usado para transformar Zenkaizer y Twokaizer en sus Super formas
  - Zyuohger Gear (ジュウオウジャーギア Jūōjā Gia?): Contiene el poder de los Zyuoghers. Manifiesta las alas de Zyuoh Eagle para volar.
  - Ninninger Gear (ニンニンジャーギア Ninninjā Gia?): Contiene el poder de los Ninningers. Activa un ataque de golpe de espada similar al de AkaNinger.
  - Goggle V Gear (ゴーグルファイブギア Gōguru Faibu Gia?): Contiene el poder de los Goggle V. Invoca cintas similares a las que usan los Goggle V.
  - Hurricaneger Gear (ハリケンジャーギア Harikenjā Gia?): Contiene el poder de los Hurricanegers. Activa el ataque Super Ninpou Sky Dash de HurricaneRed. También puede activar el ataque Super Ninpou: Shadow Dance.
  - ToQger Gear (トッキュウジャーギア Tokkyūjā Gia?): Contiene el poder de los ToQgers. Activa un ataque en cadena similar a un tren.
  - Dairanger Gear (ダイレンジャーギア Dairenjā Gia?): Contiene el poder de los Dairangers. Invoca las Dairen Rods.
  - Kyuranger Gear (キュウレンジャーギア Kyūrenjā Gia?): Contiene el poder de los Kyurangers. Da al usuario super suerte.
  - Ryūsoulger Gear (リュウソウジャーギア Ryūsōjā Gia?): Contiene el poder de los Ryūsoulgers. Invoca las Ryusoul Ken.
  - Go-Buster Gear (ゴーバスターズギア Gōbasutāzu Gia?): Contiene el poder de los Go-Busters. Activa habilidades similares a las de los Go-Busters principales.
  - Kakuranger Gear (カクレンジャーギア Kakurenjā Gia?): Contiene el poder de los Kakurangers. Activa técnicas ninja al estilo Kakure.
  - Gaoranger Gear (ガオレンジャーギア Gaorenjā Gia?): Contiene el poder de los Gaorangers. Agudiza los instintos del usuario para atacar salvajemente.
  - Goranger Gear (ゴレンジャーギア Gorenjā Gia?): Contiene el poder de los Gorangers. Activa el Gorenger Hurricane.
  - Flashman Gear (フラッシュマンギア Furasshuman Gia?): Contiene el poder de los Flashmen. Activa munición para el Geartlinger agrandado en los Kikainoid en modo mecha.
  - Kiramager Gear (キラメイジャーギア Kirameijā Gia?): Contiene el poder de los Kiramagers. Invoca a los Kiramai Mashin para atacar.
  - Denjiman Gear (デンジマンギア Denjiman Gia?): Contiene el poder de los Denjimen. Invoca los Denji Punch.
  - Megaranger Gear (メガレンジャーギア Megarenjā Gia?): Contiene el poder de los Megarangers. Permite que una superficie plana se deslice de manera similar a los Cyber Sliders.
  - Gekiranger Gear (ゲキレンジャーギア Gekirenjā Gia?): Contiene el poder de los Gekirangers. Invoca el SaiBlade para Twokaiser.
  - Goseiger Gear (ゴセイジャーギア Goseijā Gia?): Contiene el poder de los Goseigers. Invoca un Tensouder y una carta Gosei aleatoria.
  - Turboranger Gear (ターボレンジャーギア Tāborenjā Gia?): Contiene el poder de los Turborangers. Permite a los usuarios moverse a un ritmo rápido.
  - Dekaranger Gear (デカレンジャーギア Dekarenjā Gia?): Contiene el poder de los Dekarangers. Convoca los D-Wapper para un arresto rápido.
  - Go-Onger Gear (ゴーオンジャーギア Gōonjā Gia?): Contiene el poder de los Go-Ongers. Realiza un ataque similar al ataque Mission Six de Go-On Wings.
  - Battle Fever Gear (バトルフィーバーギア Batoru Fībā Gia?): Contiene el poder de los Battle Fever J. Permite a los usuarios realizar los bailes individuales de Battle Fever.
  - J.A.K.Q Gear (ジャッカーギア Jakkā Gia?): Contiene el poder de los J.A.K.Q.. Convoca al Big Baton de Big One. Luego encarna la "autoridad" de Big One sobre el equipo JAKQ
  - Maskman Gear (マスクマンギア Masukuman Gia?): Contiene el poder de los Maskmen. Otorga a los usuarios poder de Aura y levitación.
  - Liveman Gear (ライブマンギア Raibuman Gia?): Contiene el poder de los Livemen. Invoca el Falcon Saber y permite utilizar la habilidad con la espada de Red Falcon.
  - Timeranger Gear (タイムレンジャーギア Taimurenjā Gia?): Contiene el poder de los Timerangers. Permite al usuario deshacer una maniobra de retroceso en el tiempo para obtener el futuro que deseaba originalmente.
  - Fiveman Gear (ファイブマンギア Faibuman Gia?): Contiene el poder de los Fivemen. Aumenta el intelecto del usuario para poder resolver un problema.
  - Sun Vulcan Gear (サンバルカンギア San Barukan Gia?): Contiene el poder de los Sun Vulcan. Permite al usuario invocar la Vulcan Ball.
  - Jetman Gear (ジェットマンギア Jettoman Gia?): Contiene el poder de los Jetmen. Recrea el infame final del final donde Ryu Tendo y Kaori Rokumeikan se casan y Gai Yuki es apuñalado, y el Monstruo ocupa el lugar de Gai.
  - Abaranger Gear (アバレンジャーギア Abarenjā Gia?): Contiene el poder de los Abarangers. Para Twokaizer, invoca el Wing Pentact.
  - Bioman Gear (バイオマンギア Baioman Gia?): Contiene el poder de los Biomen. Permite al usuario disparar el ataque Bio Electro Beam del Geartlinger.
  - Gingaman Gear (ギンガマンギア Gingaman Gia?): Contiene el poder de los Gingamen. Para Twokaizer, le permite calmar a las bestias.
  - Ohranger Gear (オーレンジャーギア Ōrenjā Gia?): Contiene el poder de los Ohrangers. Permite al usuario realizar el Superpower Star Knuckle.
  - Shinkenger Gear (シンケンジャーギア Shinkenjā Gia?): Contiene el poder de los Shinkengers. Permite al usuario realizar el Shinken Strike.
  - Changeman Gear (チェンジマンギア Chenjiman Gia?): Contiene el poder de los Changemen. Permite al usuario utilizar el Griffon Magma Galaxy
  - Zyuranger Gear (ジュウレンジャーギア Jūrenjā Gia?): Contiene el poder de los Zyurangers. Permite al usuario realizar el Babel Attack.
  - Carranger Gear (カーレンジャーギア Kārenjā Gia?): Contiene el poder de los Carranger. Permite al usuario la posibilidad de desmontar cualquier objeto mecánico con una velocidad extrema.
  - Dynaman Gear (ダイナマンギア Dainaman Gia?): Contiene el poder de los Dynaman. Permite al usuario interpretar el Rose Finale de DynaPink
  - Bōkenger Gear (ボウケンジャーギア Bōkenjā Gia?): Contiene el poder de los Bōkenger. Permite al usuario disparar Hiper Concreto.
  - GoGo-V Gear (ゴーゴーファイブギア GōGō Faibu Gia?): Contiene el poder de los GoGo-V. Permite al usuario utilizar técnicas de rescate profesionales.
  - Magiranger Gear (マジレンジャーギア Majirenjā Gia?): Contiene el poder de los Magirangers. Convoca un número correspondiente de MagiSticks para el número de usuarios presentes.
  - Gokaiger Gear (ゴーカイジャーギア Gōkaijā Gia?): Contiene el poder de los Gokaigers. Permite a los usuarios luchar como los Gokaigers, pudiendo cambiar de arma.
  - Kyoryuger Gear (キョウリュウジャーギア Kyōryūjā Gia?): Contiene el poder de los Kyoryugers. Permite a los usuarios luchar como los Kyoryugers, con un estilo de baile de samba.
  - Patranger Gear (パトレンジャーギア Patorenjā Gia?): Contiene el poder de los Patrangers. Reúne a un grupo de personas en un área.

### Mechas
En esta temporada los cuatro Kikanoides pueden transformarse en sus formas mecha en lugar de tener mechas pilotados
- Zenkaioh (ゼンカイオー Zenkaiō?) es la combinación de las formas mecha de los cuatro Kikanoides. Dos de los cuales pueden a su vez combinarse para formar cuatro formaciones alternativas[8]
  - JuranTyranno (ジュランティラノ JuranTirano?): Es la forma mecha de ZenkaiJuran, basada en un Tyrannosaurus Rex.[9]
  - GaoLion (ガオーンライオン GaōnRaion?): Es la forma mecha de ZenkaiGaon, basada en un León.[10]
  - MagineDragon (マジーヌドラゴン MajīnDoragon?): Es la forma mecha de ZenkaiMagine, basada en un Dragón.[11]
  - VroonDump (ブルーンダンプ BurūnDanpu?): Es la forma mecha de ZenkaiVroon, basada en un Autovolquete.[12]
- TwokaiOh (ツーカイオー Tsūkaiō?): Es el mecha personal de TwoKaizer, es capaz de combinarse con Battleship CrocoDaiOh para formar dos combinaciones alternativas
  - TwokaiOh Cuttaner (ツーカイオーカッタナー Tsūkaiō Kattanā?): Es la forma de combate cuerpo a cuerpo de TwokaiOh. En esta forma los reflejos de TwokaiOh están en su nivel máximo, lo que permite que el mecha realice cortes rápidos con su espada. La hoja también se puede usar para bloquear los ataques entrantes.[13]
  - TwokaiOh Ricky (ツーカイオーリッキー Tsūkaiō Rikkī?): es la forma de combate a distancia de TwokaiOh. Al igual que TwokaiOh Cutanner, esta formación presenta reflejos mejorados y un arma de gran alcance.[14]
- Battleship CrocoDaiOh (戦艦クロコダイオー Senkan Kurokodaiō?) Es la nave de Zox, basada en un cocodrilo. Es capaz de dividirse en dos naves separadas[15]
  - CrossKaiOh (クロスカイオー Kurosukaiō?): Es un gran aerodeslizador capaz de volar a alta velocidad y puede disparar láseres desde las mandíbulas de cocodrilo. Forma el fuselaje del acorazado CrocoDaioh y la parte superior del torso y los brazos de TwokaiOh.[16]
  - CrawlingOh (クローリングオー Kurōringuō?): Es una motocicleta grande que puede alcanzar altas velocidades y lanzar disparos de energía del cañón de repetición. Forma las alas del acorazado CrocoDaioh y las piernas de TwokaiOh.[17]
- ZenkaijuOh (ゼンカイジュウオ Zenkaijūō?): Es la forma de mecha combinada basada en Super Zenkaizer y Super Twokaizer SD. Además de su chasis duradero y su poder destructivo, ZenKaijuOh posee características ofensivas adicionales como sus garras de disparo láser eléctrico amarillo de las mandíbulas, disparos de mortero de los blasters gemelos en los hombros, dos láseres verdes de las rodilleras verdes y cuatro rayos láser púrpura de cada hombro y pierna.[18]
- Zenryoku ZenkaiOh (ゼンリョクゼンカイオー Zenryoku Zenkaiō?) Es la combinación de Zenryoku Eagle y los Kikainoides Zenkaigers. Zenryoku ZenkaiOh, maximiza la velocidad, agilidad, fuerza, habilidad y poder de los 5 Zenkaigers principales. El mecha también puede convocar manifestaciones de los últimos 45 mechas de los guardabosques rojos.[19]
  - Zenryoku Eagle (ゼンリョクイーグル Zenryoku Īguru?): Es el mecha del Zenryoku Zenkai Cannon, tiene la forma de un Avión de reacción, puede disparar un colorido rayo de luz desde la punta de la nava. Forma el torso y la cabeza de Zenryoku ZenkaiOh..[20]

### Dinastía Kikaitopia Tojitendo
La Dinastía Kikaitopia Tojitendo (キカイトピア王朝トジテンド Kikaitopia Ōchō Tojitendo?) es una organización que ha gobernado Kikaitopia por la fuerza y la tiranía. Usan la Tojiru Gears (トジルギア Tojiru Gia?) para sellar en ellos mundos paralelos.
- Gran Rey Boccowaus (大王ボッコワウス Daiō Bokkowausu?): El rey de Tojitendo que busca apoderarse de todos los mundos.[21]
- Comandante móvil Barashitara (行動隊長バラシタラ Kōdō Taichō Barashitara?): El comandante de acción de Tojitendo. Está a cargo de invadir mundos.[22]
- Oficial mecánico Ijirude (技官イジルデ Kikan Ijirude?): El oficial técnico de Tojitendo. Puede personalizar soldados y convertirlos en monstruos usando su dispositivo Tojiru Gear.[23]
- Stacey (ステイシー Suteishī?): Es un misterioso general de Tojitendo y el hijo de Barashitara, también es conocido como el príncipe demonio. Es una persona fría y distante, cuya personalidad está orientada a los objetivos. Al luchar contra los Zenkaigers, menciona que no es nada personal y, en cambio, es algo para lo que fue contratado. A pesar de su personalidad fría, tiene momentos de felicidad, como cuando compite juguetonamente con Kaito. Tiene la habilidad de usar versiones oscuras de los Sentai Gears conocidas como Dark Sentai Gears y transformarse en una versión malvada de los Zenkaigers llamada Stacaesar (ステイシーザー Suteishīzā?)[24]
- Isao Goshikida (五色田 功 Goshikida Isao?):/Hakaizer (ハカイザー Hakaizā?): Es el padre de Kaito y un científico que trabaja en el descubrimiento de mundos paralelos. Hace diez años, Isao y su esposa Mitsuko propusieron al público la existencia de Mundos Paralelos, pero no pudieron probarlo. La pareja investigó sobre los equipos Super Sentai en esos mundos e inventaron los Sentai Gears. Poco después, la pareja fue secuestrada por Tojitendo y, utilizando los datos robados de los recuerdos de él y de su esposa, Ijirude convirtió a Isao en Hakaizer, un prototipo de Zenkaizer diseñado por la pareja, para crear un segundo soldado experimental después de Stacaesar.[25]
- Gege (ゲゲ?): Un pájaro mecánico en el hombro de Boccowaus.[26]
- Kudakks (クダック Kudakku?): Son los soldados de campo de Tojitendo. Están armados con una lanza con forma de enchufe de dos puntas para el combate.
- Kudaiters (クダイター Kudaitā?): Son los soldados de élite de Tojitendo. Empuñan una lanza con forma de enchufe de dos puntas en combate.

## Episodios
Los episodios de esta temporada están numerados con el sufijo -kai (カイ) al final de cada número (es decir, No. 1-kai! (第1カイ！ Dai Ichi-kai!?)). Los nombres de los episodios también terminan con la sílaba "kai".
1. No. 1-kai! ¡El mundo de Kikai es Kikikaikai! (キカイ世界はキキカイカイ！ Kikai Sekai wa Kikikaikai!?)[27]
2. No. 2-kai! ¡La Bestia Gao es problemática! (ガオな野獣がごやっかい！ Gaona Yajū ga go Yakkai!?)[28]
3. No. 3-kai! ¡Una bruja seria! (マジでぬぬぬな魔法使い！ Majide nununu na Mahōtsukai!?)[29]
4. No. 4-kai! ¡Es enorme y ruidoso! (ブルブルでっかいおせっかい！ Buruburu Dekkai Osekkai!?)[30]
5. No. 5-kai! ¡Un torneo de sushi! (握り握られスシ大会！ Nigiri Nigirare Sushi Taikai!?)[31]
6. No. 6-kai! ¡Manejo de basura desagradable y misterioso! (不快不可解ゴミあつかい！ Fukai Fukakai Gomiatsukai!?)[32]
7. No. 7-kai! ¡El Príncipe del Mundo Demonio tiene mal genio! (魔界の王子は気かみじかい！ Makai no Ōji wa Kikamijikai!)?)[33]
8. No. 8-kai! ¿¡Puerta a puerta desde otro mundo!? (ドアtoドアで別世界⁈ Doa tu Doa de Bessekai?!)?)[34]
9. No. 9-kai! ¡Piratas del mundo, agradable Twokai! (世界海賊、愉快ツーカイ！ Sekai Kaizoku, Yukai Tsūkai!)?)[35]
10. No. 10-kai! ¡Cielo azul de día y de noche! (お昼も夜でもブルースカイ！ Ohiru mo Yoru demo Burūsukai!)?)[36]
11. No. 11-kai! ¡¿Todos juegan a perseguirse?! (渡る世間は鬼ゴッコかい?! Wataru Seken wa Onigokkokai?!)?)[37]
12. No. 12-kai! ¡Caracol súper lento, un mejillón! (ノロノロマイマイ、カタい貝！ Noronoromaimai, Kata Ikai!)?)[38]
13. No. 13-kai! ¡Reciclando una vez más! (リサイクルすりゃもう一回！ Risaikuru Surya Mōikkai!)?)[39]
14. No. 14-kai! ¡Duelo! Zenkai VS Twokai! (決闘！ゼンカイVSツーカイ！ Kettō! Zenkai VS Tsūkai!)?)[40]
15. No. 15-kai! ¡Sintoniza! ¡Un giro brusco hacia lo retro! (ガチョーン！レトロに急旋回！ Gachōn! Retoro ni Kyū Senkai!)?)[41]
16. No. 16-kai! ¡Es un imán en su límite! (磁石シャクだぜ もう限界！ Jishaku Shakuda ze mō Genkai!)?)[42]
17. No. 17-kai! ¡Club de lo oculto de Nununu! (ぬぬっとオカルト同好会！ Nunu tto Okaruto Dōkō-kai!)?)[43]
18. No. 18-kai! La vida es corta, ¡Enamórate a toda máquina! (いのち短し、恋せよゼンカイ！ Inochi Mijikashi, Koiseyo Zenkai!)?)[44]
19. No. 19-kai! ¡Cambio Zenkai, Super Zenkai! (ゼンカイ改め、超ゼンカイ！ Zenkai Aratame, Chō Zenkai!)?)[45]
20. No. 20-kai! Espadachín y pirata mundial, la promesa de un hermano (剣士と界賊、兄の誓い。 Kenshi to Kaizoku, Ani no Chikai.)?)[46]
21. No. 21-kai! ¡Monstruos gigantes de gran destrucción! (大カイジュウの大破壊！ Dai Kaijū no Dai Hakai!?)[47]
22. No. 22-kai! ¡Hagamos una fiesta taurina! (ウシシなモ～れつ闘牛会！ Ushishina Mo ~ Retsu Tōgyū-kai!?)[48]
23. No. 23-kai! ¡Tres grandes combos, la batalla más grande de la Tierra! (三大合体 地球最大の戦い！ San Dai Gattai Chikyū Saidai no Tatakai!?)[49]
24. No. 24-kai! ¡La invasión está completa! ¡¿Puedes recuperarlo?! (侵略完了！できるか奪回?! Shinryaku Kanryō! Dekiru ka Dakkai??)[50]
25. No. 25-kai! ¡Comenzar de nuevo! Zenkaiger-kai! (やり直せ！ゼンカイジャー・改！ Yarinaose! Zenkaijā-kai!?)[51]
26. No. 26-kai! ¡Príncipe remodelado y cirujano oscuro! (改造王子と闇の外科医！ Kaizō ōji to Yami no Gekai!?)[52]
27. No. 27-kai! ¡Un gran viaje por siete mundos! (7つのセカイを大航海！ Nana-tsu no Sekai o Dai Kōkai!?)[53]
28. No. 28-kai! ¡El mundo semanal Shonen Manga de grandes ilustraciones! (週刊少年マンガワルド大図解！ Shūkan Shōnen Mangawarudo Dai Zukai!?)[54]
29. No. 29-kai! ¿Conoces el objetivo del príncipe? (王子のねらい、知っているかい？ Ōji no Nerai, Shitte Iru Kai??)[55]
30. No. 30-kai! ¿Es la máquina de al lado la destrucción de comer caqui? (隣のキカイはカキ食うハカイ？! Osu no Kikai wa Kaki kuu Hakai?!?)[56]
31. No. 31-kai! ¡Combinación completa! ¡Nuevo lanzamiento! (ギュウっと合体！NEWっと公開！ Gyū tto Gattai! Nyū tto Kōkai!?)[57]
32. No. 32-kai! ¡Sakasama se enoja! ¿Eso es un mono? (怒るサカサマ！まさかサルかい？ Okoru Sakasama! Masaka Saru kai??)[58]
33. No. 33-kai! ¡Gran Maestro Demonio! (グレートティーチャー鬼使い！ Gurēto Tīchā Onidzukai!?)[59]
34. No. 34-kai! ¡Concurso de Tallado de Calabazas! (カボチャをトリトリ競技会！ Kabocha o Toritori Kyōgi-kai!?)[60]
35. No. 35-kai! Diamante ◆ ¡¿Uno grande?! (ダイヤモンド♦ユカイ？！ Daiyamondo ♦ Yukai?!?)[61]
36. No. 36-kai! ¡El gran secuestro sorprendentemente impactante! (ビックリどっきり大ユーカイ！ Bikkuridokkiri Dai Yūkai!!?)[62]
37. No. 37-kai! ¡Rábano de rencor, raíces profundas! (恨みダイコン、根が深い！ Urami Daikon, Negafukai!?)[63]
38. No. 38-kai! ¡Tus antepasados! Gran mundo espiritual (ご先祖様だョ！大霊界 Go Senzo-samada ~yo! Dai Reikai?)[64]
39. No. 39-kai! ¡Felices cumpleaños infinitos! (無限あけおめ誕生会！ Mugen Akeome Tanjōkai!?)[65]
40. No. 40-kai! ¡Rescata a mi padre, una oportunidad! (とーちゃん奪回、ワンチャン一回！ To-chan Dakkai, Wan-chan Ikkai!?)[66]
41. No. 41-kai! ¡Las resbaladizas profundidades del pantano de los fideos! (推しメン沼はつるつる深い！ Oshimen-numa wa Tsurutsuru Fukai!?)[67]
42. No. 42-kai! ¡Nuevo héroe! ¡¡Reunión secreta!! (新ヒーローにゃ！ おコタの密会!! Shin Hīrō nya! O Kota no Mikkai!!?)[68]
43. No. 43-kai! ¡La cabeza del pollo meteorológico está directamente opuesta al viento! (風見鶏の頭は風の真向かい！ Kazamidori no Atama wa Kaze no Mamukai!?)[69]
44. No. 44-kai! SD es igual a pequeño más deformado? (SD＝スモール+デッカい？！ Esu Dī Wa Sumōru Tasu Dekkai?!?)[70]
45. No. 45-kai! ¿Es la fortuna más baja? (超大凶って運勢最下位？！ Chō Daikyō tte Unsei Saikai?!?)[71]
46. No. 46-kai! ¡Un pequeño Dios que saltó! (ゲゲっと飛び出た神のちょっかい！ Gege tto Tobideta Kami no Chokkai!?)[72]
47. No. 47-kai! ¡Entra en el Palacio! ¡Estoy orgulloso incluso delante del jefe! (パレス突入！ボスの前でも頭が高い！ Paresu Totsunyū! Bosu no Mae Demo Zu ga Takai!?)[73]
48. No. 48-kai! ¡Cielo lleno de estrellas, la dinastía se derrumba! (天網恢々、王朝崩壊！ Tenmōkaikai, Ōchō Hōkai!?)[74]
49. Último-kai! Mi mundo, el mundo de todos (俺の世界、みんなのセカイ Ore no Sekai, Min'na no Sekai?)[75]

### Películas
- Kikai Sentai Zenkaiger the Movie: Red Fight! All Sentai Great Assemble!! (機界戦隊ゼンカイジャー THE MOVIE 赤い戦い！オール戦隊大集会!! Kikai Sentai Zenkaijā Za Mūbī Akai Tatakai! Ōru Sentai Daishūkai!!?) es una película crossover entre Zenkaiger y los guerreros sentai rojos anteriores. Estrenada el 20 de febrero de 2021[76]
- Saber + Zenkaiger: Super Hero Senki (セイバー＋ゼンカイジャー スーパーヒーロー戦記 Seibā Zenkaijā Sūpā Hīrō Senki?) es una película crossover entre los personajes de Zenkaiger y Kamen Rider Saber estrenado el 22 de julio del 2021.[77][78] La película es parte de las celebraciones tanto del 45 aniversario de la franquicia Super Sentai como del 50 aniversario de la franquicia Kamen Rider, y sirve como crossover final entre ellos.[79]
- Kikai Sentai Zenkaiger vs. Kiramager vs. Senpaiger (機界戦隊ゼンカイジャーVSキラメイジャーVSセンパイジャー Kikai Sentai Zenkaijā Tai Kirameijā Tai Senpaijā?) película crossover con su serie predecesora Mashin Sentai Kiramager.[80] Estrenada el 29 de abril de 2022[80]. Cuenta con la participación de los actores Ryota Ozawa y Asahi Ito en sus roles respectivos de Captain Marvelous/Gokai Red de Kaizoku Sentai Gokaiger y Kairi Yano/Lupin Red de Kaitō Sentai Lupinranger VS Keisatsu Sentai Patranger.[81]

## Reparto
- Kaito Goshikida: Kiita Komagine
- Juran: Shintarō Asanuma
- Gaon: Yūki Kaji
- Magine: Yume Miyamoto
- Vroon: Takuya Satō
- Zox Goldtsuiker: Atsuki Mashiko
- Flint Goldtsuiker: Hinami Mori
- Yatsude Goshikida: Ikue Sakakibara
- Isao Goshikida/Hakaizer: Daijirō Kawaoka
- Mitsuko Goshikida: Marie Kai
- Secchan: Misato Fukuen
- Stacey: Ryo Sekoguchi
- Bokkowaus: Jōji Nakata
- Barashitara: Kenji Nomura
- Ijirude: Masanori Takeda
- Gege: Tatsuhisa Suzuki (ep. 1-24), Masaya Fukunishi (ep. 25-)
- Narrador: Tenetsu Saijō

## Temas Musicales

### Tema de apertura
- Zenryoku Zenkai! Zenkaiger (全力全開！ゼンカイジャー Zenryoku Zenkai! Zenkaijā, "¡A toda marcha! Zenkaiger"?)
  - Letra: Mike Sugiyama
  - Composición y arreglos: Kentaro Sonoda
  - Intérprete: Takeshi Tsuruno

### Tema de cierre
- Zenryoku Zenkai! Zenkaiger (全力全開！ゼンカイジャー Zenryoku Zenkai! Zenkaijā, "¡A toda marcha! Zenkaiger"?)
  - Letra: Mike Sugiyama
  - Composición y arreglos: Kentaro Sonoda
  - Intérprete: Takeshi Tsuruno